# Serjania lucianoi
Serjania lucianoi är en kinesträdsväxtart som beskrevs av Ferrucci & Coulleri. Serjania lucianoi ingår i släktet Serjania och familjen kinesträdsväxter. Inga underarter finns listade i Catalogue of Life.